# حقیقت و مرد دانا
حقیقت و مرد دانا داستانی کودکانه نوشتهٔ بهرام بیضایی است که سالِ ۱۳۵۱ با نقّاشی‌های رنگیِ مرتضی ممیّز منتشر شد.

## داستان
پسرکی، از پسِ عروسی در دِه و بازیِ مطربان، بنا می‌کند که با دوستانش نمایشی بسازد و بازی دربیاورد. القصّه کار به اینجا می‌کشد که بازی چقدر حقیقی است. پسرک در جستجوی «حقیقت» به تکاپو می‌افتد و از پدر و آموزگار و دیگران می‌پرسد. سرانجام نزدِ پیرمردی دانا بالای تپّه می‌رود. پیرمرد چیزکی می‌گوید و سراغِ مردِ دانا را به پسرک می‌دهد. پسرک به جستجوی مردِ دانا می‌رود و سال‌ها بر او می‌گذرد و از آبادی‌ها و شهر گذر می‌کند و ماجراهایی از سر می‌گذراند و کارها می‌کند و چیزها می‌آموزد؛ ولی مردِ دانا را نمی‌یابد. چون به خانه بازمی‌گردد، مردِ کاملی شده است که پدر و مادرش نمی‌شناسند و می‌رانند. پس به صحرا برمی‌گردد و از راهزنی کتابی و قلمی می‌خرد و خانه‌ای بر فرازِ تپّه‌ای می‌سازد و پیرانه‌سر در آنجا روزگار می‌گذراند و می‌داند که حقیقت همان چیزهاست که در کارِ مردمان و در گردشِ طبیعت دیده و آموخته. روزی کودکی خود را به فرازِ تپّه می‌رساند و از او سراغِ «حقیقت» را می‌گیرد. او، که اکنون پیر شده، می‌گوید که کسی هست که از او بسیار داناتر است و «پس از این می‌آید». و چون پسرک می‌پرسد که او را چگونه بشناسد، می‌گوید: «. . . او – اینک – پسرکی‌ست، در سن و سال تو. او، دریای پرسش است و می‌خواهد، بداند.»

## تصویرگری
نقّاشی‌های کتاب، که رنگی چاپ شده، کارِ مرتضی ممیّز است. این‌ها در جلدِ دوّمِ همهٔ تصویرسازی‌های مرتضی ممیز (۱۳۹۹) نیز آمده است. از ویژگی‌هایش، که در کارِ ممیّز بارها تکرار شده، رنگ‌های یکدست و کلاژِ کاغذ رنگی است.

## متن
نگارشِ حقیقت و مرد دانا به سالِ ۱۳۴۹ برمی‌گردد که فیروز شیروانلو از بعضی نویسندگان و شاعران درخواست تا کتابی مناسبِ کودکان بنویسند تا به توسّطِ انتشاراتِ کانونِ پرورشِ فکریِ کودکان و نوجوانان منتشر شود. این روایت سپس‌تر در آبانِ ۱۳۵۱ در سلسلهٔ کتاب‌های کودکِ همان ناشر چاپ شد. این کتاب چاپِ دوّمی نیز به تاریخِ شاهنشاهی ۲۵۳۵ (۱۳۵۵ هجریِ خورشیدی) دارد. کانونِ پرورشِ فکری، پس از سال‌ها که کتاب نایاب بود و جز به صورتِ فایلِ PDF غیررسمی در دسترس نبود، باز در تابستانِ ۱۳۹۶ منتشرش کرد.
سندی از سالِ ۱۳۵۱ دربارهٔ سانسورِ حقیقت و مرد دانا در آرشیوِ ملّیِ ایران هست.

## استقبال
حقیقت و مرد دانا در سالِ ۱۳۵۲ کتابِ برگزیدهٔ شورای کتابِ کودک شد و همین مؤسّسه سالِ بعد، در ۱۹۷۴ میلادی، در حوزهٔ نگارش به دفترِ بین‌المللیِ کتاب برای نسلِ جوان معرّفیش کرد و حقیقت و مرد دانا شد نخستین داستانِ فارسیِ برندهٔ دیپلمِ افتخارِ دفترِ بین‌المللیِ کتاب برای نسلِ جوان و نخستین کتابِ فارسی در فهرستِ افتخارش. با این همه، این داستانِ «فلسفی» توجّهِ کودکان را چندان برنینگیخت. پژوهشی در سالِ ۱۳۸۹ نشان داد که از میانِ صدوبیست‌وپنج داستان برای کودکانِ گروهِ سِنّیِ ج از ۱۳۴۲ تا ۱۳۸۵ که در فهرستِ شورای کتابِ کودک بوده حقیقت و مرد دانا «بیشترین انطباق را با مؤلفه‌های تفکر انتقادی» داشته است.

## ترجمه
حقیقت و مرد دانا یک ترجمهٔ کردی به قلمِ سیّد قادر هدایتی دارد که سالِ ۱۴۰۰ در سقّز منتشر شده است:
- به‌یزایی، به‌هرام (۱۴۰۰). حه‌قیقه‌ت و پیاوی زانا. ترجمهٔ هیدایه‌تی، سه‌ید قادر. سه‌قز: خانی. شابک ۹۷۸-۶۲۲-۶۲۷۴-۷۲-۲.

ترجمهٔ انگلیسیِ کتاب هم، با عنوانِ Truth and the Wise Man، در کالیفرنیا در دستِ انتشار است.

## اقتباس
سالِ ۱۳۵۳ مرضیه برومند نمایشی به این نام بر صحنه برد. علی بیگدلی نیز نمایشنامه‌ای به نامِ غول کتابخانه (۱۳۹۹) نوشته، «با نگاهی» به این داستان.

### توضیحات
1. ↑  دربارهٔ اندیشندگی و سرگذشتِ عقلا و اندیشه‌وران با مایه‌هایی از فکرِ اصالتِ وجود و اصالتِ تسمیه
2. ↑  چکیده‌ای از این مطالعه با عنوانِ «بررسی مهارت‌های تفکّر انتقادی در داستان‌های کودکان و نوجوانان» در نیمهٔ دوّمِ سالِ ۱۳۸۹ در شمارهٔ ۲ مجلّهٔ مطالعات ادبیات کودک منتشر شد.

### ارجاعات
1. 1 2  http://www.iranicaonline.org/articles/kanun-e-parvares-e-fekri-e-kudakan-va-nowjavanan-book-publishing
2. 1 2  «نسخه آرشیو شده». بایگانی‌شده از اصلی در ۱۸ اوت ۲۰۱۶. دریافت‌شده در ۲۷ ژوئیه ۲۰۱۵.
3. ↑  بیضایی، بهرام. حقیقت و مرد دانا. تهران: انتشارات کانون پرورش فکری کودکان و نوجوانان. ۱۳۵۱.
4. ↑  اکرمی و دیگران، «تصویرگری کتاب‌های کودکان و نوجوانان در دهه ۵۰»، ۱۶.
5. ↑  بیضایی، بهرام. «سالشمار زندگی و آثار بهرام بیضایی». مجلّه سیمیا زمستان ۱۳۸۶ شماره ۲ ص ۱۹.
6. ↑  احمدی و دیگران، «سلسله گفتگوها پیرامون نشر و فرهنگ: گفت‌وگوی سیزدهم با احمدرضا احمدی»، ۱۸۴.
7. ↑  −، «کتاب کودکانه بیضایی بازنشر شد»، ۹.
8. ↑  «نسخه آرشیو شده». بایگانی‌شده از اصلی در ۳ دسامبر ۲۰۲۱. دریافت‌شده در ۳ دسامبر ۲۰۲۱.
9. ↑  نعیمی، «به بهانه حقیقت و مرد دانا»، ۸۳.
10. ↑  محمدی و  قایینی، «تاریخ ادبیات کودکان ایران»، ۸:‎ ۴۶۲.
11. ↑  اکرمی و دیگران، «ممیز همیشه امضایش را وسط کار می‌گذاشت!»، ۲۶.
12. ↑  −، «اخبار»، ۱۰.
13. ↑  محمدی و  قایینی، «تاریخ ادبیات کودکان ایران»، ۹:‎ ۶۰۳.
14. ↑  علیپور حافظی، «پژوهش‌های دانشگاهی در حوزه علوم کتابداری و اطلاع‌رسانی»، ۹۷.
15. ↑  https://openlibrary.org/books/OL49310973M/Truth_and_the_Wise_Man
16. ↑  فنائیان، «هنر نمایش در ایران (تا سال ۱۳۵۷)»، ۱۹۲.